# محمدآباد هنسیج علیا
محمدآبادهنسیج علیا، روستایی از توابع بخش مرکزی شهرستان رفسنجان در استان کرمان ایران است ، این روستا در نزدیکی تونل جاده رفسنجان به سرچشمه است و از روستاهای   رضو مغو ساردین گلیلون و اردوگاه عباس آباد و شاه غریب گذر کرده تا به این روستای زیبا و خوش آب و هوا برسید. از بزرگان و قدیمی های این منطقه میتوان به بزرگانی چون آقایان سید یدالله حسینی ، سید مهدی حسینی (حاج آقا )،حسین رودینی (حسین اسدالله ) ،سیدجلال حسینی، درویش نبوی (درویش میرزا ) و علی بازماندگان (میرزا) .... اشاره کرد .خانوادهایی چون :حسینی ، بازمانده، بازماندگان ،حسن پور ، ترابی ، کریمی پور بجز حسن شون ، رودینی ، نبوی، ....ساکنین اصلی و قدیمی این روستا می باشند.

## جمعیت
این روستا در دهستان سرچشمه قرار دارد و براساس سرشماری مرکز آمار ایران در سال ۱۳۸۵، جمعیت آن زیر سه خانوار بوده‌است.ا